# Bryan Bronson
John Bryan Bronson, född 9 september 1972 i Jasper i Texas, är en amerikansk före detta friidrottare som tävlade i häcklöpning.
Bronson är främst känd för två bedrifter. Dels då han vid VM 1997 i Aten blev han bronsmedaljör på 400 meter häck då han sprang på 47,88. Dels efter att ha noterat 47,03 vid en tävling 1998 i New Orleans. Tiden är den tredje snabbaste som någon har sprungit på. Det är bara Kevin Young (46,78) och Edwin Moses (47,02) som sprungit snabbare. 

## Personliga rekord
- 400 meter häck - 47,03